# Оптанд (епископ Женевы)
Оптанд (также Аптад и Апрад; лат. Optandus; возможно, умер в 889) — епископ Женевы в 880-х годах.

## Биография
Достоверных сведений о происхождении и ранних годах жизни Оптанда в исторических источниках не сохранилось. Первые свидетельства о нём относятся к началу 880-х годов, когда он уже был избран главой Женевской епархии. Дата восшествия Оптанда на епископскую кафедру в Женеве точно не известна. Его предшественником на ней был Ансегиз, последнее упоминание о котором в современных ему источниках датировано 877 годом. Возможно, предшественник Оптанда скончался ещё до того, как 15 октября 879 года светская и церковная знать Нижней Бургундии на ассамблее в Мантайе (около современного Аннейрона) провозгласила Бозона Вьенского правителем королевства.
Вскоре после того как женевская кафедра стала вакантной, жители и клир города в 881 году избрали новым епископом диакона Оптанда, человека, приближённого к императору Карлу III Толстому. Однако этот выбор не одобрили ни король Бозон, во владения которого входила Женева, ни архиепископ Вьена Оттрамн, бывший митрополитом Женевской епархии. В свою очередь Оптанд попросил поддержать его права на епископскую кафедру своего покровителя Карла III Толстого. Тот же обратился с ходатайством за Оптанда к папе римскому Иоанну VIII. Идя навстречу императору, в двух посланиях, направленных в мае и августе 882 года архиепископу Вьена и жителям Женевы, наместник Святого Престола признавал полностью законным избрание Оптанда и повелевал Оттрамну в восьмидневный срок провести интронизацию нового епископа. В случае неповиновения Иоанн VIII угрожал гонителям Оптанда отлучением от церкви. В ответном письме папе римскому Оттрамн оправдывал свои действия тем, что Оптанд не был уроженцем Женевы и, следовательно, не мог быть здесь епископом. Более того, по приказу архиепископа Вьена Оптанд был заключён в тюрьму, где его подвергали всяческим лишениям. Новым епископом Женевы Оттрамн назначил прелата, имя которого в описывавших эти события источниках не сохранилось. Узнав о взятии Оптанда под стражу, Иоанн VIII направил Оттрамну третье послание, повелев архиепископу Вьена прибыть в Рим для суда, проведение которого должно было состояться на церковном соборе 24 сентября того же года.
Второе письмо папы римского Иоанна VIII архиепископу Вьена Оттрамну — последнее упоминание об Оптанде в современных ему документах. Его дальнейшая судьба достоверно не известна. По некоторым данным, вскоре Оттрамн освободил Оптанда, и тот всё-таки получил епископский сан. Возможно, епископ Женевы в 888 году участвовал в состоявшемся в аббатстве Святого Маврикия в Агоне возведении Рудольфа I на престол Верхне-Бургундского королевства. Среди возможных дат смерти Оптанда называют 889 год. В наиболее раннем из сохранившихся средневековых списков глав Женевской епархии, созданном в XI веке при епископе Фредерике, преемником Оптанда в Женевской епархии указан епископ Бернард.